# Villeneuve-lès-Avignon
Villeneuve-lès-Avignon (latinsky Villa nova Avinionensis, česky Nová obec avignonská) je francouzské město na východním okraji departementu Gard v regionu Okcitánie v jihovýchodní Francii. Leží na pravém břehu řeky Rhôny naproti Avignonu. K 1. lednu 2017 mělo 11 698 obyvatel, kteří se nazývají Villenévané (francouzsky Les Villeneuvois).

## Historie

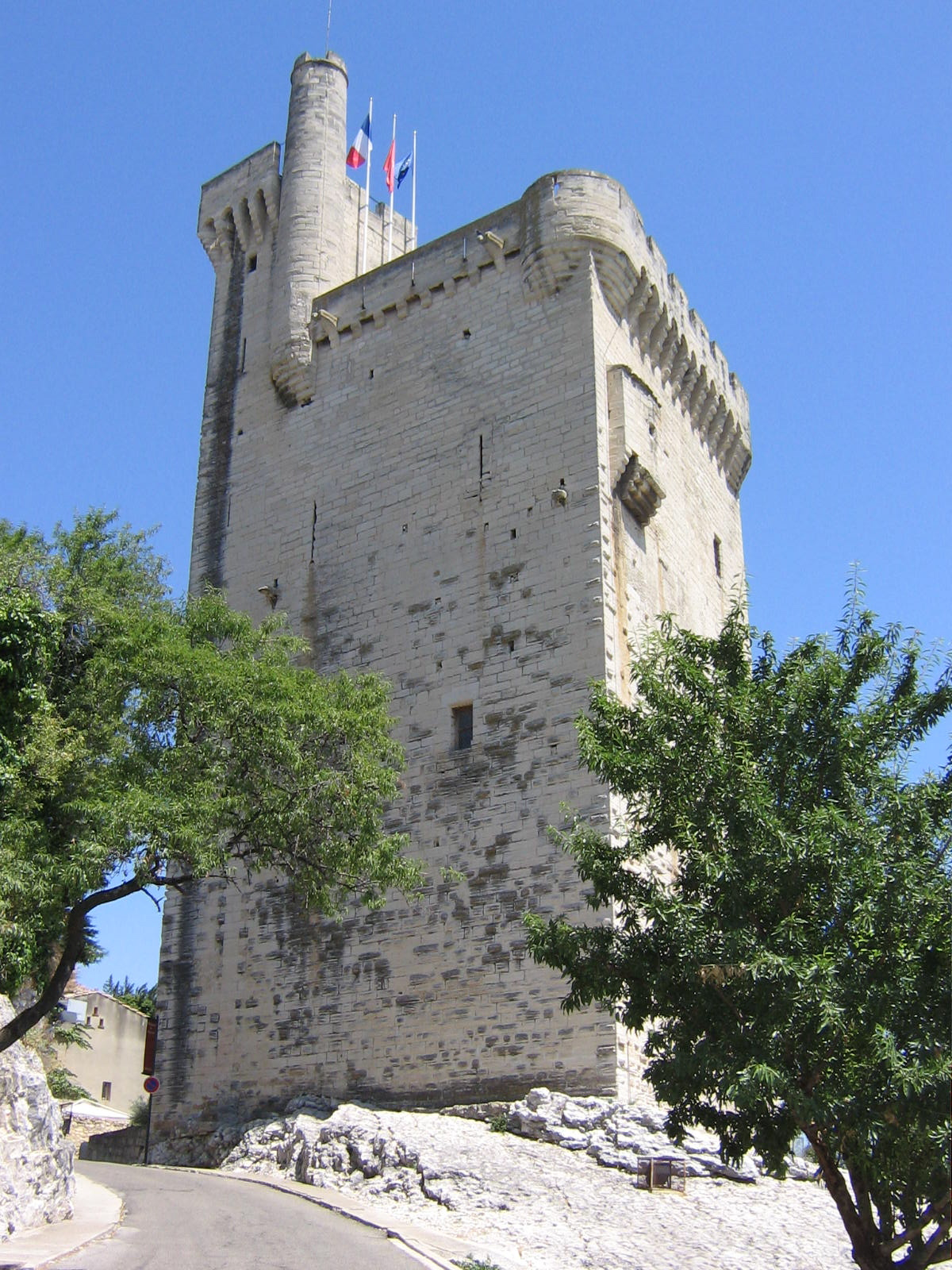
Věž Filipa Sličného od jihu

Legenda spojuje původ osídlení s poustevníkem svatým Casariem, který žil v 6. století v jeskyni na hoře Andaon na severovýchodě dnešního města a zemřel tam 8. prosince roku 586. Jeho hrob byl uctíván a roku 982 při něm založeno benediktinské opatství Sv. Ondřeje, v 11. století se v podhradí rozrostla stejnojmenná klášterní ves. Další kult se vázal ke hrobu zdejšího svatého opata Ponse, který zemřel v roce 1087.
Když francouzský král Ludvík VIII. podnikl křížovou výpravu proti Albigenským, v létě 1226 mu město odmítlo vstup na svrchované území Svaté říše římské, přinutil město vzdát se a uzavřel s opatem benediktinů smlouvu o ochraně.
V roce 1292 král Filip Sličný dal ve spojenectví s opatstvím postavit pevnost naproti Avignonu, aby chránila opatství a tehdejší hranici království. Plánoval také založení druhé osady, konkurující Avignonu, ale přesídlení papežů ze Říma do Avignonu v roce 1309 tomuto vývoji zabránilo. Zdejší kraj si oblíbil Francesco Petrarca, který strávil asi 18 let svého života mezi Avignonem, Villeneuve, Vaucluse a Carpentras, a popsal cesty ve svých literárních dílech.
Zatímco Avignon byl hlavním městem latinského světa křesťanů, papežové a kardinálové si stavěli ve Villeneuve výstavné paláce se zahradami, které tvoří dodnes krásné panoráma města. Kardinál Arnaud de Via, synovec papeže Jana XXII. kolem roku 1330 založil kolegiátní kostel Notre-Dame. I po návratu papežů do Říma roku 1377 si Villeneuve zachovalo privilegia a díky oběma bohatým klášterům si dokázalo udržet prosperitu.
Během francouzské revoluce zůstalo Villeneuve ušetřeno rabování a stalo se útočištěm mnoha obyvatel Avignonu, přišlo však o královská privilegia a bohaté kláštery. V 19. století se město stalo výletním cílem prvních turistů a víkendovým bydlištěm bohatých avignonských občanů. Všichni oceňovali nádherný výhled do kraje.

## Památky

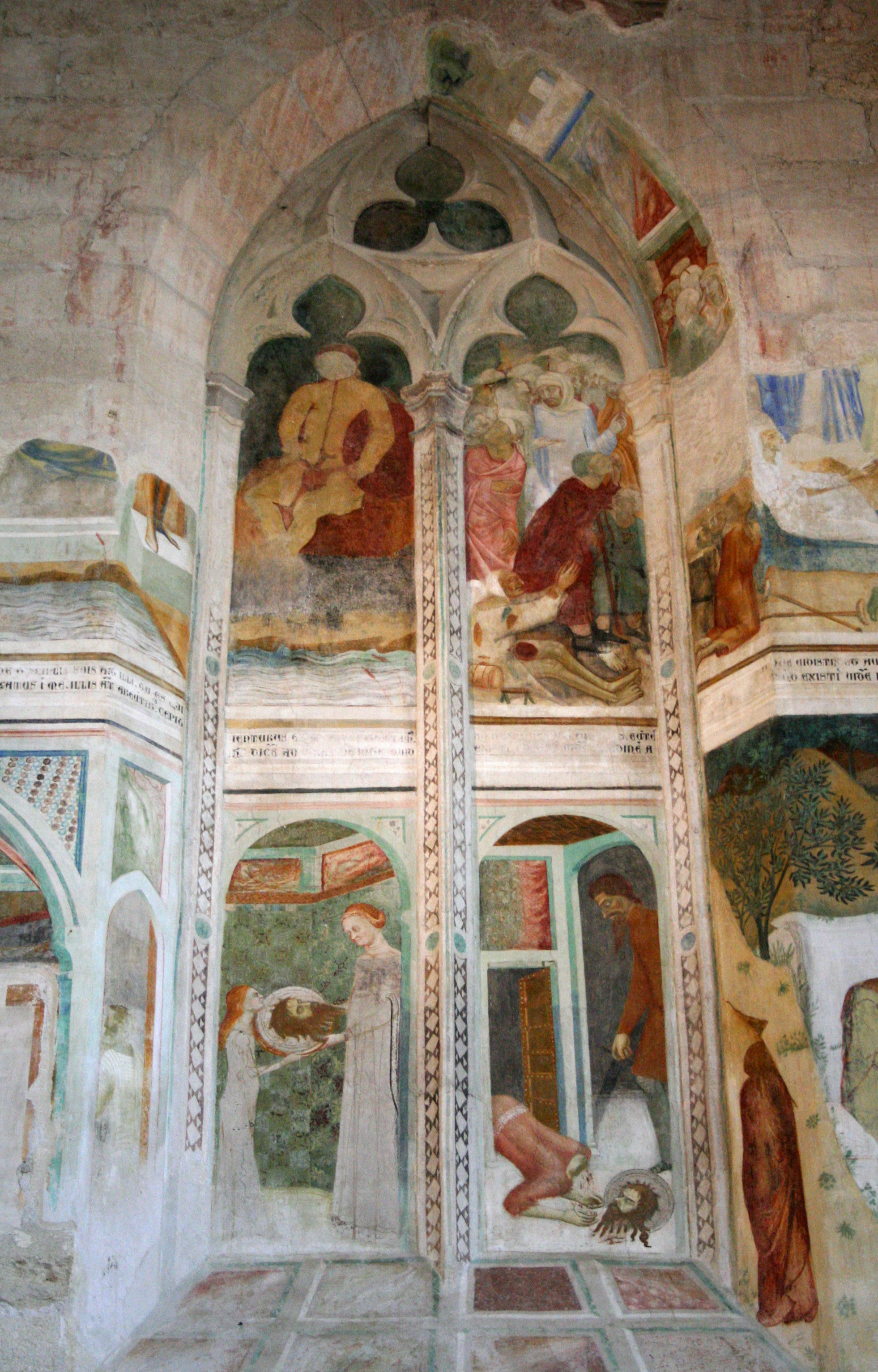
Matteo Giovanetti: Fresky v kapli kartuziánského kláštera

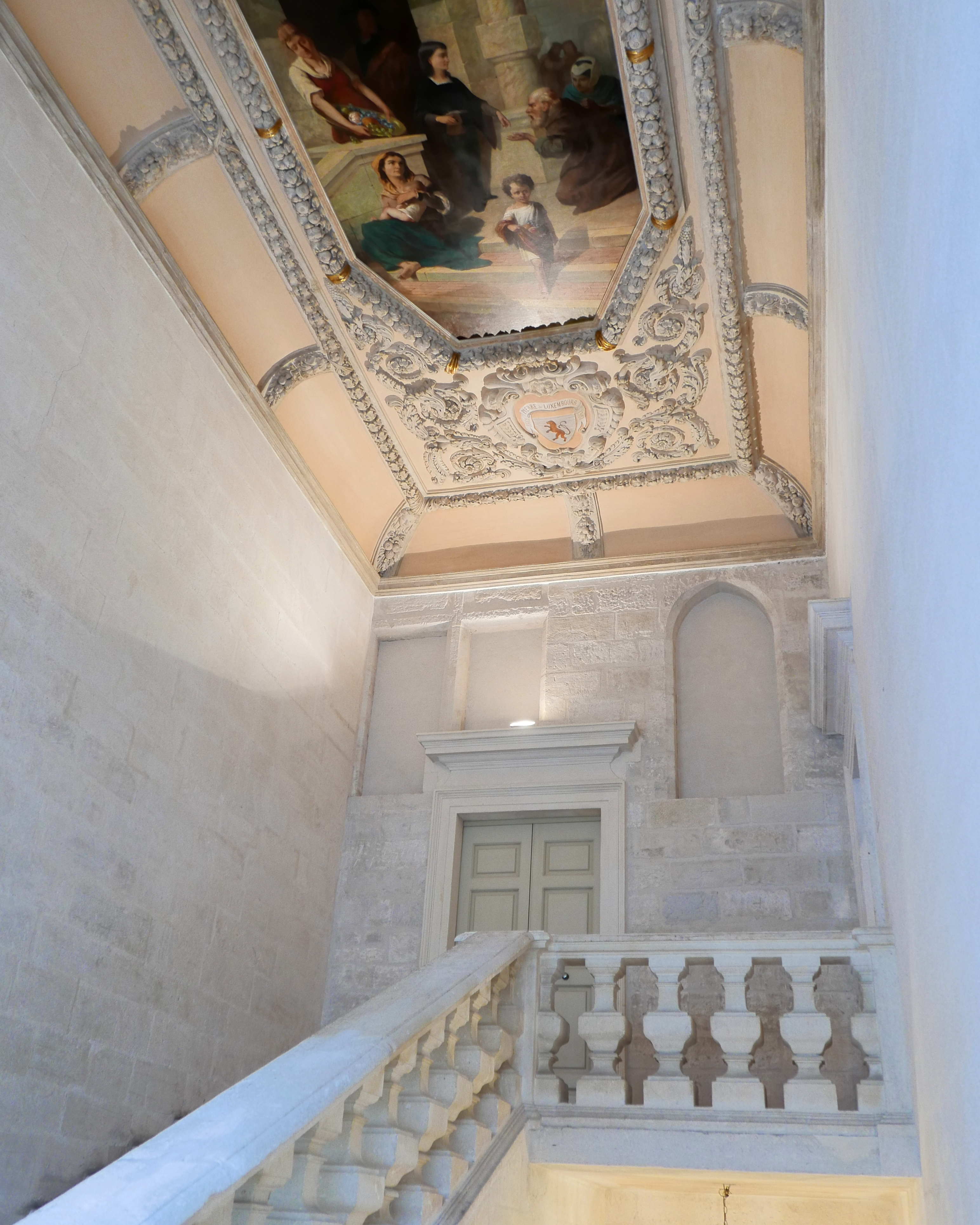
Hôtel Pierre de Luxembourg, schodiště s gotickým okénkem

- Chartreuse Notre-Dame-du-Val-de-Bénédiction – kartuziánský klášter, který založil roku 1356 papež Inocenc VI., roku 1358 vysvětil jeho kostel a v později přistavěné kapli je pohřben v tumbě s kamennou sochou pod baldachýnem; býval zde jeden z největších a nejbohatších konventů tohoto řádu v Evropě, za Velké francouzské revoluce byl klášter zrušen a budovy prodány, ke znovuzaložení došlo roku 1909; dochovaly se gotické fresky ze života Jana Křtitele a christologický cyklus, autor Matteo Giovanetti (1355); zajímavé architektonické detaily, např. fortna s okénkem pro žebráky;
- bývalý kolegiátní kostel Panny Marie, gotická stavba z počátku 14. století, gotický mramorový oltář s pozoruhodnou malbou
- Fort Saint-André – pevnost sv. Ondřeje na hoře Andaon; zbudována ve 14. století kolem románské kaple bývalého opatství sv. Ondřeje
- Terasové zahrady bývalého opatství benediktinů sv. Ondřeje se zbytky románského kostela sv. Martina, zrušeného za Velké francouzské revoluce, roku 1916 zakoupil malíř Gustave Fayet.[3]
- Tour Philippe-Le-Bel – věž krále Filipa Sličného, opevněná obytná věž typu donjon, gotická stavba ze 14. století, sloužila obyvatelům jako útočiště v době Stoleté války; u mostu svatého Bénézeta
- Hôtel Pierre de Luxembourg – gotický palác kardinála a biskupa Petra Lucemburského (1369–1387) z francouzské rodové větve Lucemburk-Ligny; zemřel mladý v pověsti svatého muže a roku 1527 byl blahořečen; budova byla přestavěna v 17. století; nyní slouží jako muzeum

## Partnerská města
- Rheinbach, Německo
- Gytheio, Řecko
- San Miniato, Itálie